# 5-я хромосома человека

Идиограмма 5-й хромосомы человека

5-я хромосо́ма челове́ка — одна из 23 пар человеческих хромосом. Хромосома содержит около 181 млн пар оснований, что составляет почти 6 % всего материала ДНК человеческой клетки. Являясь одной из самых больших человеческих хромосом, она тем не менее имеет одну из самых низких плотностей генов. Это частично объясняется наличием большого количества бедных генами участков, в которых наблюдается значительный уровень некодирующих консервативных последовательностей, идентичных имеющимся у немлекопитающих позвоночных, что позволяет предположить их функциональную важность. В настоящее время считается, что на 5-й хромосоме находятся от 900 до 1300 генов.

## Гены
Ниже перечислены некоторые гены, расположенные на 5-й хромосоме.

### Плечо p
- EGFLAM — пикачурин, белок ленточных синапсов сетчатки глаза;
- LPCAT — лизофосфатидилхолинацилтрансфераза;
- MTRR — редуктаза 5-метилтетрагидрофолат-гомоцистеин-метилтрансферазы;
- NIPBL — Nipped-B homolog (Drosophila);
- SRD5A1 — 5-альфа-редуктаза 1.

### Плечо q
- ADAMTS2 — ADAM metallopeptidase with thrombospondin type 1 motif, 2;
- APC — adenomatosis polyposis coli;
- CD14 — субъединица липополисахарид-распознающего комплекса;
- CSF2 — Гранулоцитарно-макрофагальный колониестимулирующий фактор;
- DRD1 — D1 рецептор дофамина;
- DTDST — diastrophic dysplasia sulfate transporter;
- EGR1 — early growth response protein 1;
- ERCC8 — excision repair cross-complementing rodent repair deficiency, complementation group 8;
- FGFR4 — рецептор фактора роста фибробластов 4;
- FTMT — митохондриальный ферритин;
- GABRB2 — бета-2 субъединица ГАМК-А рецептора;
- GM2A — GM2 ganglioside activator;
- HEXB — hexosaminidase B (beta polypeptide);
- IL3 — интерлейкин 3;
- IL5 — интерлейкин 5;
- ITGA1 — гликопротеин из надсемейства интегринов;
- ITGA2 — гликопротеин из надсемейства интегринов;
- MASS1 — monogenic, audiogenic seizure susceptibility 1 homolog (mouse);
- MCCC2 — methylcrotonoyl-Coenzyme A carboxylase 2 (beta);
- NAIP — Nod-подобный рецептор;
- NR3C1 — глюкокортикоидный рецептор;
- NSD1 — Transcription coregulator protein;
- SLC22A5 — solute carrier family 22 (organic cation transporter), member 5;
- SLC26A2 — solute carrier family 26 (sulfate transporter), member 2;
- SMN1 — survival motor neuron 1, telomeric;
- SMN2 — survival motor neuron 2, centromeric;
- SNCAIP — synuclein, alpha interacting protein (synphilin);
- TGFBI — ТФР-β-индуцируемый белок, кератоэпителин; связан с дистрофиями роговицы;
- TCOF1 — Treacher Collins-Franceschetti syndrome 1;
- TICAM-2 — посредник сигнальной цепочки толл-подобных рецепторов;
- FGF1 — фактор роста фибробластов 1 (acidic fibroblast growth factor).

## Болезни и расстройства
Ниже перечислены некоторые заболевания, связанные с генами 5-й хромосомы, а также гены, дефекты которых вызывают эти заболевания:
- GM2-ганглиозидоз в AB-варианте (англ. GM2-gangliosidosis, AB variant) — GM2A;
- ателостеогенез типа II (англ. atelosteogenesis, type II) — SLC26A2;
- ахондрогенез типа IB (англ. achondrogenesis, type IB) — SLC26A2;
- болезнь Паркинсона;
- болезнь Сандхоффа — HEXB;
- гомоцистинурия (англ. homocystinuria);
- дефицит 3-метилкротонил-КоА-карбоксилазы (англ. 3-methylcrotonyl-CoA carboxylase deficiency) — MCCC2;
- гранулярная дистрофия роговицы типа I и типа II — TGFBI;
- диастрофическая дисплазия (англ. diastrophic dysplasia) — SLC26A2;
- дистрофия боуменовой мембраны роговицы типа I и типа II — TGFBI;
- никотиновая зависимость;
- первичный дефицит карнитина (англ. primary carnitine deficiency) — SLC22A5;
- множественная эпифизарная дисплазия аутосомно-рецессивного типа — SLC22A5;
- семейный аденоматозный полипоз (англ. familial adenomatous polyposis) — APC;
- синдром Коккейна типа A — ERCC8;
- синдром Корнелии де Ланге — NIPBL;
- синдром кошачьего крика — CTNND2, SEMA5A, TERT;
- синдром Сотоса — NSD1;
- синдром Тричера Коллинза — TCOF1;
- синдром Ушера типа 2C — GPR98;
- синдром Элерса — Данлоса с дерматоспараксисом (типа 7C) — ADAMTS2;
- спинальная мышечная атрофия — SMN1 и SMN2.

### Хромосомные болезни
Некоторые расстройства вызываются изменениями в структуре или количестве копий 5-й хромосомы:
- синдром кошачьего крика — в большинстве случаев терминальная делеция (с утратой от трети до половины, реже полная утрата) короткого плеча хромосомы, менее чем 10 % случаев причиной являются другие редкие цитогенетические аберрации (например, интерстициальные делеции, мозаицизм, кольца и транслокации); для развития клинической картины синдрома имеет значение не величина утраченного участка, а конкретный незначительный фрагмент хромосомы: потеря небольшой области в полосе 5p15.2 соотносится со всеми клиническими признаками синдрома за исключением характерного плача ребёнка, напоминающего кошачий крик, который отображается на полосу 5p15.3;
- семейный аденоматозный полипоз (англ. familial adenomatous polyposis) — делеция гена опухолевого супрессора (англ. tumor suppressor gene) APC на длинном плече хромосомы (локус 5q21—q22); без полной колектомии (англ. сolectomy) заболевание практически неизбежно приводит к развитию рака толстой кишки;
- задержка роста и развития, развитие характерных черт лица, врождённые дефекты и другие медицинские проблемы — дополнительный участок короткого или длинного плеча хромосомы (частичная трисомия 5p или 5q), потеря участка длинного плеча хромосомы (частичная моносомия 5q) или образование кольцевой хромосомы (англ. ring chromosome).